# Taurorcus mourei
Taurorcus mourei är en skalbaggsart som beskrevs av Luciane Marinoni 1969. Taurorcus mourei ingår i släktet Taurorcus och familjen långhorningar. Inga underarter finns listade i Catalogue of Life.